# Крецень
Крецень, Крецені (рум. Crețeni) — село у повіті Вилча в Румунії. Адміністративний центр комуни Крецень.
Село розташоване на відстані 153 км на захід від Бухареста, 49 км на південь від Римніку-Вилчі, 49 км на північний схід від Крайови.

## Населення
За даними перепису населення 2002 року у селі проживали 544 особи. Рідною мовою 543 особи (99,8%) назвали румунську.
Національний склад населення села:
| Національність | Кількість осіб | Відсоток |
| -------------- | -------------- | -------- |
| румуни         | 527            | 96,9%    |
| цигани         | 17             | 3,1%     |